# إدوارد غريفيثز
إدوارد غريفيثز (بالإنجليزية: Edward Griffiths)‏ (17 مارس 1862 في المملكة المتحدة - 20 أبريل 1893 في المملكة المتحدة) هو لاعب كريكت بريطاني (وحمل سابقاً جنسية المملكة المتحدة لبريطانيا العظمى وأيرلندا). لعب مع نادي مقاطعة غلوستر للكريكت ‏.

## وصلات خارجية
- إدوارد غريفيثز على موقع إي آس بي آن كريك إنفو (الإنجليزية)